# Doña Tecla Bisturín, enfermera de postín
Doña Tecla Bisturín, enfermera de postín es una serie de historietas creada por Joan Rafart i Roldán alias Raf para el semanario "Din Dan" en 1968.

## Trayectoria editorial
Bruguera lanzó un par de monográficos del personaje:
- 1971 Doña Tecla Bisturín, enfermera de postín (Olé! núm. 17);
- 1972 Doña Tecla Bisturín, de la clínica El Buen Zurcido (Olé!, núm. 63).[2]

Se publicó también en "Mortadelo Especial" (1976) y "Bruguelandia" (1981).

## Argumento y personajes
La protagonista de la serie es Doña Tecla Bisturín, enfermera jefa de la Clínica del Buen Zurcido. Tecla es una mujer grandullona y mandona que está más interesada en leer novelas del oeste que en el estado de sus pacientes. Su ayudante es Doña Ofelia, enfermera de corta estatura y cortas entendederas que provoca desastres varios. El director de la clínica es el Dr. Períllez, que parece estar especializado en todas las ramas médicas.
Entre los pacientes habituales de la clínica están el General Money, - militar bajito e irascible -, un fakir aficionado a todo tipo de objetos punzantes y Don Repupa: un hombre calvo, con bigote y aquejado de todo tipo de males, que sufre las constantes meteduras de pata del equipo médico.